# Skadestånd
Skadestånd är den ekonomiska ersättning som den som har orsakat en skada, eller den som ansvarar för annans vållande av skada, är juridiskt förpliktad att betala till den som har drabbats av skadan. Med skada i juridisk mening kan avses allt från sak- och personskada, inbegripet psykiskt lidande, till ekonomisk skada till följd av en sak- och personskada, ren förmögenhetsskada och ideell skada.     
Skadestånd är en ersättningsform som uteslutande utgår mellan enskilda rättssubjekt, till vilket även stat och kommun räknas. Skadeståndet syftar inte sällan till att försätta den skadelidande i samma ekonomiska ställning som om skadan inte hade inträffat. Skadestånd kan emellertid omfatta betydligt fler omständigheter än den uppkomna ekonomiska skadan. Utöver att ersätta eller reparera olika slags skador av ekonomiskt eller annat slag, syftar skadeståndet i flera fall till att fylla en preventiv funktion. Med skadestånd avses därmed även sådan ersättning som helt eller delvis döms ut i syfte att avskräcka från framtida otillåtna handlingar, vilket förekommer i olika utsträckning på bland annat arbetsrättens område, vid diskriminering samt på immaterialrättsområdet.
Skadestånd är inte ett straff för brott, till skillnad från böter som betalas till staten. Det är inte heller en form av sanktionsavgift. Staten kan emellertid ha rätt till skadestånd, i de fall staten i egenskap av ett enskilt rättssubjekt har drabbats av skada.  

## Inom- och utomobligatoriska skadestånd
Skadestånd brukar delas in i inom- och utomobligatoriska skadestånd. I common law-länderna görs en motsvarande indelning mellan contract law och tort law.
Inomobligatoriska skadestånd utgår som följd av avtalsbrott medan utomobligatoriska skadestånd syftar på ersättning som inte grundar sig på ett avtalsförhållande mellan skadevållare och skadelidande. För inomobligatoriska skadestånd finns i Sverige utfyllande lagregler i exempelvis köplagen, konsumentköplagen, konsumenttjänstlagen och lagen om anställningsskydd. Beroende på specifik lag kan de reglerna både vara dispositiva och tvingande. 
Utomobligatoriska skadestånd i Sverige regleras bland annat i skadeståndslagen, som gäller lex generalis i förhållande till övriga skadeståndsbestämmelser. Skadeståndslagens bestämmelser kan därför bli tillämpliga vid skadeståndsbedömningar även när skadeståndsskyldigheten i sig regleras utanför skadeståndslagen men regleringen i fråga saknar särskilda bestämmelser om exempelvis ersättningsbestämningen, solidariskt ansvar och jämkning.

## Skadestånd i ett historiskt perspektiv
Ekonomisk ersättning för vållad skada har länge förekommit i olika rättssystem. Världens äldsta kända lag, Ur-Nammus lag från 2100-talet f.Kr., föreskriver exempelvis en skyldighet att utge ersättning för vållad kroppsskada. Hammurabis lagar, från 1700-talet f.Kr., pekar ut en mängd olika situationer där den som har agerat felaktigt ska utge ersättning till den drabbade. Beroende på vad som har inträffat syftar ersättningsskyldigheten i Hammurabis lagar både till att reparera uppkommen skada och att ekonomiskt bestraffa den som har brutit mot ett bud.
Den moderna skadeståndsrätten på sak- och personskadeområdet är i hög utsträckning uppbyggd kring den så kallade culparegeln. Enligt denna regel baseras skyldigheten att ersätta skada på uppsåt eller oaktsamhet. Culparegeln återetablerade sig i Europa under 1800-talet. I mitten av århundradet hade den fått fäste i Norge och Danmark, medan utvecklingen i Sverige anses ha skett under den senare delen av 1800-talet och under 1900-talet. Culparegeln kom på så vis att i Sverige ersätta det tidigare botsystemet. Förutom att skadestånd därigenom separerades från det straffrättsliga systemet med böter innebar övergången till culparegeln en utveckling från specifika, kasuistiska, regler med uppställda typfall till en generell princip. Culparegelns historiska rötter brukar härledas tillbaka till den romerska rättens "lex Aquilia", från 200-talet före f.Kr.

## Den svenska regleringen
I Sverige regleras skadestånd i ett flertal olika lagar. Enligt 1 kap. 1 § skadeståndslagen ska emellertid den lagens bestämmelser alltid tillämpas, om inte annat är särskilt avtalat eller annars är föreskrivet i andra lagar.

### Skadeståndslagen
Den svenska skadeståndslagen instiftades 1972 och utgjorde till stora delar en kodifiering av tidigare rättspraxis.

#### Grundläggande bestämmelser
I skadeståndslagen finns en allmän ansvarsregel i 2 kap. 1 § skadeståndslagen med följande lydelse: "Den som uppsåtligen eller av vårdslöshet vållar personskada eller sakskada skall ersätta skadan". För att ersättning ska utgå måste alltså den skadevållande handlingen vara uppsåtlig eller culpös, handlingen ska ha orsakat en skada som är adekvat och skadan ska vara på en person eller sak, vilket även omfattar ekonomiska skador som har uppkommit till följd av person- eller sakskadan.
Ekonomisk skada som inte har utlösts genom en person- eller sakskada betecknas som ren förmögenhetsskada, enligt 1 kap. 2 § skadeståndslagen. För att kunna få ersättning för sådan skada enligt skadeståndslagen krävs vanligtvis enligt 2 kap. 2 § samma lag att skadan har vållats genom brott. Bestämmelsen är emellertid inte en spärregel som ska läsas motsatsvis, varför skadeståndsskyldighet för ren förmögenhetsskada i särskilda fall har kunnat utgå trots att den ansvarsgrundande handlingen inte varit brottslig och trots att det saknats särskilda bestämmelser i annan lag. Ekonomiska skador som har utlösts av att någon annan än den som lider ekonomisk skada har drabbats av en person- eller sakskada brukar betecknas som tredjemansskador tillika "allmänna" förmögenhetsskador. Sådana skador har i rättspraxis endast ansetts vara ersättningsgilla i undantagsfall.
Den som allvarligt har kränkt någon "genom brott som innefattar ett angrepp mot dennes person, frihet, frid eller ära" ska betala skadestånd för kränkningen, enligt 2 kap. 3 § skadeståndslagen. Bedömningen ska vara objektiv och fokusera på brottets klandervärdhet och inte den utsatta personens uppfattning av brottet, som i stället beaktas som en del av personskadan. Det innebär bland annat att kränkningsersättning har kunnat utdömas trots att den skadelidande inte har varit medveten om kränkningen.
Stat och kommuns skadeståndsansvar regleras i 3 kap. 2–4 §§. Det allmänna ansvarar för person-, sak- och ren förmögenhetsskada som har vållats genom fel och försummelse vid myndighetsutövning. Skadeståndsansvar föreligger även för felaktiga upplysningar och råd, som inte utgör ett led i myndighetsutövning, om det föreligger särskilda skäl. Om det allmänna gör sig skyldigt till en överträdelse av regeringsformen eller Europakonventionen finns en skyldighet att ersätta uppkommen ideell skada. Det allmänna ska även utge kränkningsersättning för vissa brott som har begåtts av personer vars ageranden stat och kommun ansvarar för. 

#### Regler för ersättningsbestämningen
Skadeståndslagens femte kapitel innehåller även särskilda regler för hur vissa typer av skador ska värderas och ersättas. 
- Ersättningen för personskada regleras i 5 kap. 1–5 §§ och omfattar sjukvårdskostnader och andra kostnader, inkomstförlust och psykiskt och fysiskt lidande. Psykiskt och fysiskt lidande räknas med andra ord som personskada, medan kränkning är en egen skadetyp.
- Kränkningsersättning ska enligt 5 kap. 6 § bestämmas efter vad som är skäligt med hänsyn till handlingens art och varaktighet.
- Ersättning för sakskada ska enligt 5 kap. 7 § omfatta sakens värde eller reparationskostnad och värdeminskning, annan kostnad till följd av skadan samt inkomstförlust eller intrång i näringsverksamhet. Till "annan kostnad" har även kunnat räknas skador som gränsar till de icke-ekonomiska, såsom förlorade semesterdagar.[36]
- Ersättning för ideell skada vid överträdelse av Europakonventionen ska enligt 5 kap. 8 § bestämmas efter vad som är skäligt med hänsyn till överträdelsens art och omständigheterna i övrigt.

Skadeståndslagen saknar däremot särskilda regler för ersättningsbestämningen vid ren förmögenhetsskada, även om bestämmelserna i femte kapitlet delvis behandlar ekonomiska följdverkningar av person- och sakskada.

#### Solidariskt ansvar
Om flera personer har orsakat samma skada ska de ansvara solidariskt, enligt 6 kap. 4 § skadeståndslagen. Det innebär att den skadelidande har rätt att kräva ut hela beloppet från varje enskild skadevållare, och därefter får den som har betalat vända sig till de övriga skadevållarna och regressvis begära betalning av dem. Det solidariska ansvaret medför även att den skadelidande har rätt att kräva ut hela skadeståndsbeloppet från en person som inte kan betraktas som den huvudansvariga för skadan, så länge det inte är praktiskt möjligt att dela upp konsekvenserna i olika skador som är hänförliga till de olika skadevållarna.

#### Jämkning av skadeståndet
Jämkning innebär att skadeståndet sätts ner. Jämkning enligt skadeståndslagens bestämmelser kan ske på olika grunder. 
- Enligt 6 kap. 1 § kan skadestånd för sakskada och ren förmögenhetsskada sättas ned om den skadelidande genom oaktsamhet har medverkat till skadan. Enligt samma paragraf kan skadestånd för personskada sättas ned om den skadelidande själv uppsåtligen eller genom grov oaktsamhet har medverkat till skadan.
- Om skyldighet att utge skadestånd är oskäligt betungande med hänsyn till den skadeståndsskyldiges ekonomiska förhållanden, kan skadeståndet jämkas efter vad som är skäligt, varvid även den skadelidandes behov av skadeståndet och övriga omständigheter ska beaktas.[28] Denna så kallade allmänna jämkningsregel återfinns i 6 kap. 2 §. Vid uppsåtligt brott kan jämkning komma ifråga endast under förutsättning att en skyldighet att utge ojämkat skadestånd allvarligt skulle äventyra den skadevållandes anpassning i samhället.[38]
- Om den som vållat skadan är under 18 år (underårig) när skadan vållats ska skadan ersättas i den mån det är skäligt, enligt 2 kap. 4 §. Som exempel kan nämnas att skadestånd har jämkats för en 16-årig skadevållare.[39] Hänsyn ska tas till den skadevållandes ålder och utveckling, handlingens beskaffenhet och om ansvarsförsäkring föreligger. Hänsyn kan också tas till ekonomiska förhållanden i övrigt och till övriga omständigheter.[40] Detta medför bland annat att om försäkring täcker hela skadan så jämkas inte skadeståndet.
- Enligt 2 kap. 5 § kan jämkning även ske på ett sätt som huvudsakligen motsvarar jämkning när den skadevållande är under 18 år. När skada har vållats under påverkan av psykisk störning.[41] Den psykiska störningen får dock inte vara självförvållad såsom vid berusning.

#### Tryckningsföreläggande
5 kap. 6 § 2 st. skadeståndslagen är en särskild bestämmelse som stadgar en kompletterande rättsföljd till det vanliga skadeståndet. Den som har gjort sig skyldig till ärekränkning eller dylik brottslig gärning (till exempel falsk tillvitelse eller mened), eller den som annars är skadeståndsskyldig med anledning av sådant brott (till exempel arbetsgivare med principalansvar), kan föreläggas att bekosta tryckning av domen i målet i en eller flera tidningar.

### Specialregleringar
Det finns särskilda utomobligatoriska regler för vissa typer av skador i ett flertal lagar som till exempel trafikskadelagen, miljöbalken, diskrimineringslagen, lagen om offentlig upphandling, marknadsföringslagen, lagen om företagshemligheter och lagarna om immateriella rättigheter. Skadeståndsreglerna i de särskilda lagarna gäller lex specialis i förhållande till skadeståndslagens bestämmelser, vilket innebär att de särskilda reglerna har företräde.  
Ersättning på grund av brott kan utdömas i dom eller betalas frivilligt efter uppgörelse mellan offret och den skadeståndsskyldige. Om gärningsmannen däremot inte kan betala, eller om gärningsmannen är okänd och om brottsoffret saknar försäkring, kan den drabbade i vissa fall få brottsskadeersättning av Brottsoffermyndigheten. 

### Strikt ansvar
I vissa fall krävs det inte att den skadevållande har handlat med uppsåt eller vårdslöshet för att bli skadeståndsskyldig. I sådana fall brukar ansvaret betecknas som strikt. Trots att strikt ansvar föreligger måste det finnas ett orsakssamband mellan den ansvarsgrundande handlingen och skadan. Ett strikt ansvar motiveras vanligtvis av att vissa verksamheter eller typer av handlanden framstår som särskilt farliga.
- Enligt bestämmelserna i produktansvarslagen (1992:18) ska bland annat tillverkare av en produkt som orsakar skada betala skadestånd om skadan orsakats av en säkerhetsbrist i produkten, oavsett om tillverkaren varit vårdslös eller inte.[43]
- Hundägare är strikt ansvariga för skador som deras hund orsakar, även om ägarna själva inte varit vårdslösa, i enlighet med 19 § lagen om tillsyn över hundar och katter.[44]
- Strikt ansvar åligger även den som bedriver viss potentiellt farlig verksamhet, såsom sprängningar och militärövningar, eller anläggningar, såsom kärnkraftsanläggning eller starkströmsanläggning (ellagen). Även 32 kap. miljöbalken som reglerar miljöskador är uppbyggd kring strikt ansvar, för alla del fall där störningen inte skäligen bör tålas med hänsyn till förhållande på orten eller dess allmänna förekomst.[45] Ett ytterligare exempel återfinns i de immaterialrättsliga lagarna, där skälig ersättning för utnyttjandet men inte ersättning för den ytterligare skadan ska utgå vid intrång som har begåtts utan oaktsamhet.

### Principalansvar
Arbetsgivare har ett principalansvar för sina arbetstagare, enligt 3 kap. 1 § skadeståndslagen. Det innebär att om en arbetstagare orsakar skada genom vårdslöshet kan arbetsgivaren bli skadeståndsskyldig, trots att arbetsgivaren själv varken har agerat vårdslöst eller har orsakat skadan. Arbetstagaren blir bara skadeståndsansvarig om det finns synnerliga skäl som talar för det, enligt 4 kap. 1 § samma lag. 
Föräldrar har enligt 3 kap. 5 § skadeståndslagen ett principalansvar för barn i sin vårdnad. Ansvaret omfattar personskada samt allvarlig kränkning som har vållats genom brott. Införandet av föräldrars principalansvar motiverades bland annat med att det, enligt den bakomliggande propositionen, behövde tydliggöras för föräldrar "att de bär huvudansvaret för sina barn och ungdomar". Bestämmelsen har mött kritik från doktrinärt håll såväl som av Brå.

## Ideell skada
Det saknas en enhetlig definition av vad som ska anses utgöra så kallad ideell skada som har vunnit tillämpning i rättspraxis. Med ideell skada brukar man i allmänna termer avse sådana skadeverkningar som inte är ekonomiska. Ekonomisk skada ersätts i princip alltid enligt ett traditionellt skadeståndsrättsligt synsätt, medan skada som betraktas som ideell vanligtvis endast ersätts om det finns stöd i lag eller avtal. I juridisk doktrin har det emellertid framhållits att klara gränsdragningar mellan ekonomiska och ideella skador är omöjliga att göra. Exempel på lagstöd för att ersätta ideell skada återfinns i skadeståndslagens regler om personskada, kränkning, konventionsskadestånd samt de immaterialrättsliga skadeståndsbestämmelserna.

## Straffskadestånd
I vissa länder utdöms skadestånd som inte bara syftar till att avskräcka utan även bestraffa den skadevållande. I common law-länderna kan så kallade "punitive damages" eller "exemplary damages" dömas ut i vissa situationer.
"Punitive damages" tillämpas bland annat i USA. Det kan leda till skadeståndsbelopp som ur ett internationellt perspektiv framstår som mycket höga, eftersom den samlade ersättningen syftar till att ersätta ekonomisk och ideell skada, verka preventivt och samtidigt fungera som en form av ekonomisk bestraffning. "Punitive damages" utdöms jämte ersättningen för ekonomisk och ideell skada, och kan exempelvis beräknas genom att den kompensatoriska delen av ersättningen multipliceras med en faktor som föreskrivs i en viss bestämmelse.
- Ett omtalat rättsfall är Liebeck mot McDonald's[58] där en äldre kvinna i USA 1994 tappade en kaffemugg i höftpartiet och fick mycket svåra brännskador av det heta kaffet. Liebeck hävdade att kaffet var för hett (uppmätt vid senare provinköp till 88 °C) och att McDonald's var vållande till skadorna. Enligt Liebeck borde kaffe serveras vid 60 °C eftersom medicinsk expertis ansåg det relativt ofarligt även för känslig hud. Under rättegången framkom även att McDonald's kände till över 700 fall av liknande olyckor som resulterat i brännskador, men att företaget trots det inte hade vidtagit några åtgärder.[59] Kvinnan tilldömdes 2,7 miljoner dollar i straffskadestånd och 160 000 för medicinska och andra kostnader. Efter att domen överklagats sänktes ersättningsbeloppet till sammanlagt 640 000 dollar. En våg av liknande stämningar skedde mot kaféer och snabbmatskedjor i USA, men i de flesta fall utan framgång i domstol.[60][61][62]
- I Philip Morris USA Inc. mot Williams slog USA:s högsta domstol fast att rätten till rättvis rättegång, som stadgas i USA:s konstitution, medför att godtyckliga skadestånd inte får dömas ut. Det innebar i praktiken en begränsning i förhållande till de straffskadestånd som tidigare hade kunnat dömas ut. Domstolen fann att skada eller risk för skada för allmänheten, som inte är part i målet, endast fick beaktas som en indirekt omständighet vid ersättningsbestämningen. Därför skulle omständigheter som var hänförliga till allmänheten endast ha en begränsad inverkan på det slutliga ersättningsbeloppet, i motsats till sådana omständigheter som kunde kopplas till de negativa följderna för den skadelidande parten.[63]

I Sverige förekommer skadestånd som utdöms för att både ersätta ideell, icke-ekonomisk, skada samt för att avskräcka. Syftet är emellertid inte att skadeståndet ska fungera som bestraffning. På diskrimineringsrättens område har Högsta domstolen uttalat att det preventionspåslag som ska utgå visserligen har karaktär av ett slags straff, men att straffskadestånd inte har hävd i svensk rätt. Enligt domstolen kunde därför preventionspåslaget inte bli så pass stort att upprättelseersättningen, som syftar till att ersätta den ideella skadan, framstod som oväsentligt. I doktrin har det framhållits att preventionspåslaget på området har just en preventiv funktion snarare än att verka retributivt eller bestraffande.